# Pokročilý plynem chlazený reaktor

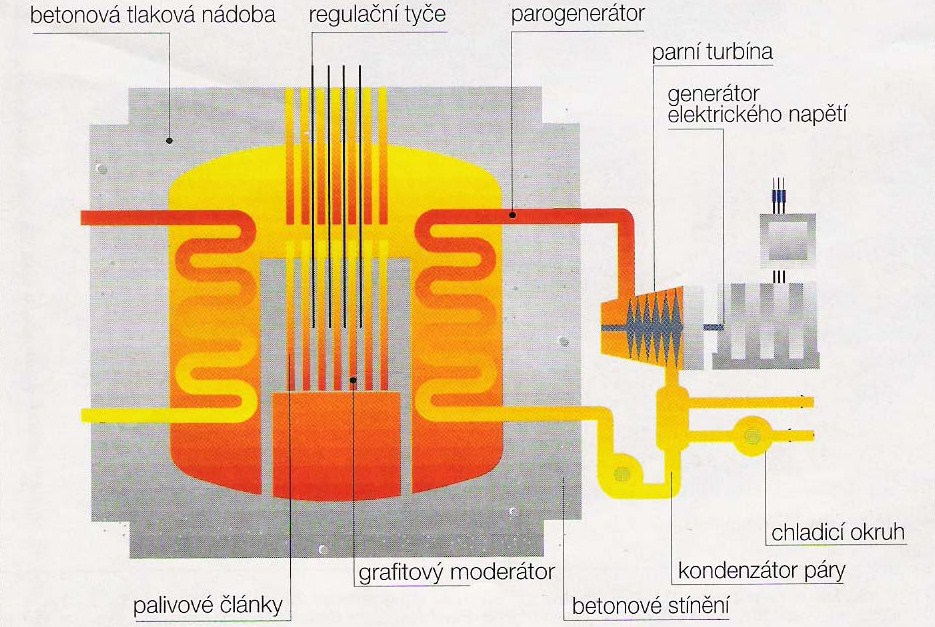
Schéma reaktoru AGR

Pokročilý plynem chlazený reaktor (anglicky: Advanced Gas Cooled, AGR nebo také Graphite Moderated Reactor) se zatím používá výhradně ve Velké Británii, kde pracuje 14 takových reaktorů. Palivem je uran obohacený izotopem {\displaystyle U^{235}} ve formě oxidu uraničitého, moderátorem grafit, chladivem oxid uhličitý. Elektrárna je dvouokruhová.
Typické parametry reaktoru AGR s výkonem 600 MW:
- uran obohacený na 2,3 % izotopu {\displaystyle U^{235}}
- rozměry aktivní zóny 9,1 m v průměru a 8,5 m na výšku
- tlak {\displaystyle CO_{2}} 5,6 MPa
- teplota {\displaystyle CO_{2}} na výstupu z reaktoru 650 °C